# Juraklinik Scheßlitz
Die Juraklinik ist ein Krankenhaus in Scheßlitz bei Bamberg. Der Vorläufer des Krankenhauses wurde bereits 1881 urkundlich erwähnt.

## Geschichte
Als Vorläufer wurde am selben Standort im Jahre 1881 ein Haus der Niederbronner Schwestern errichtet. Die Aufgaben der Schwestern waren alle Bereiche der Kranken- und Altenpflege. Andererseits wurden dort verschiedene hauswirtschaftliche Tätigkeiten und die Pflege des öffentlichen Lebens gelehrt. Hatten die Ordensschwestern zuerst alle verwaltungstechnischen Tätigkeiten inne, beschränkte sich in der Übergangsphase die Ordenstätigkeit nur noch auf die religiösen Aspekte der Klinik. Die Scheßlitzer Ordensniederlassung wurde im Jahr 2009 geschlossen.
Schließlich wurde die Juraklinik Scheßlitz zu einem wichtigen Regionalkrankenhaus, welches Teil der Gemeinnützigen Krankenhausgesellschaft des Landkreises Bamberg mbH (GKG) ist. Dort bildet sie zusammen mit der Steigerwaldklinik Burgebrach eines von zwei Krankenhäusern der Gesellschaft. Im Laufe des Jahres 2009 wurde die Juraklinik Scheßlitz intensiv umgebaut.
Derzeit verfügt das Klinikum Scheßlitz über 130 stationäre Betten. Die Juraklinik Scheßlitz verfügt über eine Tochtergesellschaft, welche weitere Kapazitäten zur Altenpflege auf allen Pflegestufen bereitstellt. Hierzu sind 616 stationäre Pflegeplätze vorhanden. Der orthopädische Bereich der Klinik wird erweitert, um eine bessere Versorgung zu gewährleisten.

## Medizinische Fachgebiete
Chirurgie
- Viszeralchirurgie[8]
- Unfall- und Orthopädische Chirurgie[9]

Innere Medizin mit Schwerpunkt Gastroenterologie
Angebot aller gängigen Untersuchungen der Inneren Medizin, wobei ein diagnostischer und therapeutischer Schwerpunkt im Bereich der Gastroenterologie liegt.
Fachabteilung Geriatrie
Hier werden insbesondere betreuerische Maßnahmen koordiniert.
Ein besonderes Programm ist hierbei die frührehabilitative geriatrische Komplexbehandlung: Hier wird nach einer standardisierten Erfassung von Alltagskompetenz, Mobilität, Kognition und Emotion ein individuelles Therapieziel formuliert und intensiv verfolgt. Neben der ärztlichen Behandlung erhält jeder Patient  zwei Therapieeinheiten pro Tag. Mittels aktivierender Pflege wird der Patient zur größtmöglichen Selbstständigkeit angehalten. Das Beratungs- und Betreuungsteam nimmt frühzeitig Kontakt mit den Angehörigen auf, um bei Fragen zur Versorgung nach dem Krankenhausaufenthalt mit Rat und Tat zur Seite stehen zu können.
Fachabteilung Intensivmedizin
- Präoperative Untersuchungen und Prämedikation
- Anästhesien für Operationen und Untersuchungen
- Intensivmedizin
- Postoperativer Akutschmerzdienst
- Schmerztherapie von chronischen Schmerzen
- Palliativmedizin
- Notfallmedizin/Notarztdienst

Zentral- und Notaufnahme

## Ausbildung
Am Klinikum Scheßlitz werden die Ausbildungsberufe Pflegefachkraft, Pflegefachhelfer, Medizinische Fachangestellte, Operationstechnischer Assistent und Kaufleute für Büromanagement angeboten.